# Анс (Бельгия)
Анс (фр. Ans) — коммуна в Валлонии, расположенная в провинции Льеж, округ Льеж. Принадлежит Французскому языковому сообществу Бельгии. На площади 23,35 км² проживают 27 322 человека (плотность населения — 1170 чел./км²), из которых 47,57 % — мужчины и 52,43 % — женщины. Средний годовой доход на душу населения в 2003 году составлял 12 403 евро.
Почтовый код: 4430, 4431, 4432. Телефонный код: 04.

## Города-побратимы
- Бадфоль-д’Анс (Франция, с 1999)
- Гранж-д’Анс (Франция, с 1999)
- Ла-Буасьер-д’Анс (Франция, с 1999)
- Сен-Пантали-д’Анс (Франция, с 1999)
- Сент-Элали-д’Анс (Франция, с 1999)
- Шурньяк (Франция, с 1999)